# Cyrtolobus puritanus
Cyrtolobus puritanus är en insektsart som beskrevs av Robert E. Woodruff. Cyrtolobus puritanus ingår i släktet Cyrtolobus och familjen hornstritar. Inga underarter finns listade i Catalogue of Life.